# Palasisi
 (janvier 2024).
Palasisi (également nommé Mapahpan ou Palasisi), est un village Wayana situé sur une île de la rivière Litany,,. Le village est fondé par des Wayana émigrés du Brésil.

## Toponymie
Palasisi signifie « homme blanc » en Wayana et est généralement réservé aux français. Wapahpan signifie « Place du Wapa ».

## Géographie
Palasisi se trouve à environ 700 mètres en aval de la rivière Litany à partir du village de Pëleya et à 1,5 kilomètres en amont de la rivière Litany à partir du village d’Antecume Pata.